# Ion Mircea
Ion Mircea (n. 1 septembrie 1947, Sărmaș), poet și scriitor român, este unul dintre membrii fondatori ai grupării și publicației studențești de cultură “Echinox” (1968).

## Activitate
- Este laureatul pentru poezie al primului Festival național studențesc de literatură (București, 1969). A absolvit Facultatea de Filologie din Cluj-Napoca, secția română - italiană.
- Devine membru al Uniunii Scriitorilor (1979) și, ulterior, membru în Consiliul Director (între anii 1998 – 2002).
- În 1990, prin ordin semnat de Andrei Pleșu, Ministrul Culturii, este numit redactor-șef al revistei “TRANSILVANIA” din Sibiu. În același an, este ales ca Secretar al Filialei Sibiu a Uniunii Scriitorilor.
- Ca vicepreședinte și apoi președinte al Centrului European de Poezie și Dialog Cultural Est-Vest “Constantin Noica” din Sibiu (organism înființat printr-o rezoluție a Adunării Generale a Parlamentului European), a organizat două ediții ale Festivalului European de Poezie: prima, în 1992, cu tema “Încotro satul?”, desfășurată în România și Belgia, iar a doua, în 1995, cu tema “Cele două Americi – O viziune poetică”, desfășurată în România, Belgia, Olanda și Spania.
- Din anul 1999 se stabilește în București. În același an e cooptat ca membru în Consiliul de administrație al “CopyRo”, Organism de gestiune colectivă a drepturilor de autor și a drepturilor conexe, București. În prezent e director în cadrul Institutului Cultural Român.
- Semnează poezie, teatru, scenarii (radiofonice și cinematografice), proză, eseu, critică literară, traduceri (din limbile italiană și franceză), literatură pentru copii.
- A publicat volumele de versuri: ISTM (1971), TOBELE FRAGEDE (1978), COPACUL CU 10.000 DE IMAGINI (1984), DIE WÜRDE DER ROSE /DEMNITATEA TRANDAFIRULUI, volum antologic în limba germană, traducere de Reimar Alfred Ungar (1989), PIRAMIDA ÎMPĂDURITĂ (1989), POEZII, antologie de autor (1996), ZALESNENÁ PYRAMIDA A INE BASNE, volum antologic în limba slovacă, traducere  de  Ondrej  Štefanko (2000), ȘOCUL OXIGENULUI (2002), POROROCA, antologie de autor (2004).
- Este coautor (alături de Eugène van Itterbeek) al volumului EUROPA ȘI AMERICILE – O VIZIUNE POETICĂ (Editura Cartea Românească,1994).
- Poemul “CORABIA LUI NOE” a fost pus în scenă, în regia colectivă și interpretarea Companiei Thespis din Timișoara, în cadrul Festivalului Internațional de Teatru de la Sibiu (1997).
- Basmul NU AM NUME sau PERECHE ÎN CĂUTAREA UNEI INIMI a stat la baza scenariului radiofonic PERECHE ÎN CĂUTAREA UNEI INIMI (dramatizare: Claudia Tița, regia artistică: Cristian Munteanu), producție a Teatrului Național Radiofonic pentru Copii (București, 1997).
- În 1998, piesa NOE CARE NE STRĂBATE MEMORIA E O FEMEIE  e distinsă cu Premiul UNITER pentru “Cea mai bună piesă de teatru a anului”,  acordat de Fundația “Principesa Margareta a României”. În anul următor, piesa vede lumina tiparului la Editura Unitext.
- Traduce din limba italiană OMUL BIZANTIN, antologie de studii de istoria mentalităților, coordonată de Guglielmo Cavallo, care apare la editura Polirom, în anul 2000, cu o postfață semnată de Claudia Mircea-Tița, și OMUL SECOLULUI AL NOUĂSPREZECELEA, coordonat de U. Frevert și H.-G. Haupt, care apare la aceeași editură, în anul 2002.

Cea mai recentă apariție editorială a autorului este OCOLUL ROMÂNIEI ÎN 80 DE POEME. Cu un jurnal de bord de Ion Mircea (Editura Media Pro, 2005).
Are sub tipar, la Editura Corint, o antologie de poezie Nichita Stănescu.
- Este coordonator al volumelor: Rugăciunea TATĂL NOSTRU. Tâlcuiri de Părintele Galeriu (Editura Harisma, 2002), Cu Părintele Galeriu între Geneză și Apocalipsă. Convorbiri realizate de Dorin Popa (Editura Harisma, 2002), Cartea celor nouă Fericiri. Tâlcuiri de Părintele Galeriu și Părintele Galeriu, Astăzi (ambele apărute la aceeași editură, în 2004) etc.
- Este autorul piesei în trei acte Iisus Nazarineanul (regia artistică: Gavriil Pinte), producție a Teatrului Național Radiofonic (București, 2004).
- Din anul 2000, este titular al rubricii de critică literară “Poemul de duminică”, ulterior al rubricii “Punctul de raster” (din “Ziarul de duminică”, supliment al “Ziarului financiar”) și al rubricii “Cu ochii larg închiși” (din “Ziua literară”, supliment al cotidianului “Ziua”).
- Pentru volumul COPACUL CU 10.000 DE IMAGINI, autorul a obținut Premiul pentru Poezie al Uniunii Scriitorilor (1984).  În același an, a fost distins cu Premiul special pentru poezie al revistei “Luceafărul”, iar revistele “Amfiteatru” și “Viața studențească” l-au declarat, în urma unui sondaj național, “Cel mai popular poet român al anului 1984”.
- Antologia POEZII primește Premiul SOROS al Uniunii Scriitorilor (1997), iar volumul de versuri ȘOCUL OXIGENULUI, Premiul Asociației Scriitorilor din București (2003). Pentru același volum a obținut alte patru premii: Premiul pentru poezie al revistei “Ateneu” (Bacău, 2003), Premiul pentru poezie al Festivalului “Emmia” (Deva, 2003), Marele premiu al Festivalului “Dafora”, acordat de redacțiile publicațiilor de cultură din Transilvania și Banat (Mediaș, 2003) și Marele Premiu pentru poezie al Festivalului internațional “Lucian Blaga” (Cluj-Napoca, 2004).
- Poeziile autorului au fost traduse în peste 15 limbi străine.
- Ion Mircea este laureat al Marelui Premiu Național de Poezie “Mihai Eminescu” (Botoșani, 15.01.2012).